# سونگها جونگ
سونگها جونگ (کره‌ای: 정성하؛ زادهٔ ۲ سپتامبر ۱۹۹۶) موسیقی‌دان و گیتارنواز اهل کره جنوبی است که در سبک فینگراستایل تخصص دارد.
او به عنوان یک نابغه در عرصه نوازندگی گیتار شناخته می‌شود.
جونگ در یوتیوب بیش از ۶٫۷ میلیون دنبال کننده دارد. ویدئوهای او بیش از یک میلیارد بازدید در یوتیوب داشته‌است.